# 연세대학교 원주세브란스기독병원
연세대학교 원주세브란스기독병원(原州基督病院, Wonju Severance Christian Hospital)은 1959년에 설립된 병원이다. 강원특별자치도 원주시 일산로 20에 위치하고 있다.

## 연혁
- 1913년 서미감병원 개원
- 1933년 일제의 선교사 추방으로 병원 운영중단
- 1959년 11월 7일 원주연합기독병원으로 개원
- 1973년 7월 1일 원주기독병원으로 명칭 변경
- 1976년 1월 26일 연세대학교에 합병
- 1977년 12월 28일 연세대학교 의과대학 원주분교로 소속 변경
- 1981년 1월 8일 연세대학교 원주분교에서 연세대학교 원주대학 의학부로 소속 변경
- 1982년 10월 5일 연세대학교 원주대학 의학부에서 연세대학교 원주의과대학으로 소속 변경
- 1983년 3월 1일 연세대학교 원주의과대학 부속 원주기독병원으로 명칭 변경
- 2002년 7월 12일 강원영서권역응급의료센터로 지정
- 2013년 2월 20일 원주세브란스기독병원으로 명칭 변경
- 2013년 7월 5일 응급의료전용헬기(닥터헬기) 운항 개시
- 2014년 12월 IOC에서 선정하는“IOC 스포츠 안전과 손상 연구센터”로 아시아지역 최초 지정
- 2015년 2월 15일 권역외상센터 개소
- 2015년 4월 최소절개 개심술 도내최초 성공(홍순창 교수)
- 2016년 10월 고압산소 치료센터 개소
- 2018년 7월 최신 로봇수술기기 다빈치Xi 도입
- 2021년 5월 1일 원주역•만종역 셔틀버스 시범운행개시(~7월 31일까지)(단, 주말 및 공휴일 제외)
- 2023년 3월 20일 아시아 최초이자 세계11번째 한국 국제올림픽위원회 연구센터(이하 IOC리서치센터) 개소[3]

## 권역응급의료센터
원주충주권역응급의료센터로 지정되어 강원특별자치도 원주시, 영월군, 횡성군, 경기도 여주시, 충청북도 충주시, 단양군, 제천시를 관할한다.

### 항공 장비

#### 운용 장비
헬리코리아로부터 임차한 아구스타웨스트랜드 AW-169를 2018년부터 운용중이다.

#### 퇴역 장비
대한항공으로부터 임차한 유로콥터 EC-135 1대(HL9605)를 2013년 7월 5일 도입하여 2018년 퇴역시켰다.

### 응급병동

#### 병동
응급 센터 7층에 응급병동(73병동)이 위치하고 있다.

#### 편의 시설
주방 및 전자레인지가 마련되어 있다.

## 권역외상센터
2012년 권역외상센터가 설치되었고, 이는 2020년까지 강원특별자치도에서 유일하다.

#### 시설 및 장비
| 외상소생실   | 2개  |
| 외상진료구역 | 12개 |
| 외상수술실   | 2개  |
| 외상중환자실 | 20개 |
| 외상병동     | 40개 |

## 진료과
현재 연세대학교 원주세브란스기독병원은 외래센터 2층 ~ 7층에 가정의학과, 산부인과, 성형외과, 소아청소년과, 소화기내과, 심장내과, 외과등 총 36개의 진료과를 갖추 있다.

## 건강증진센터

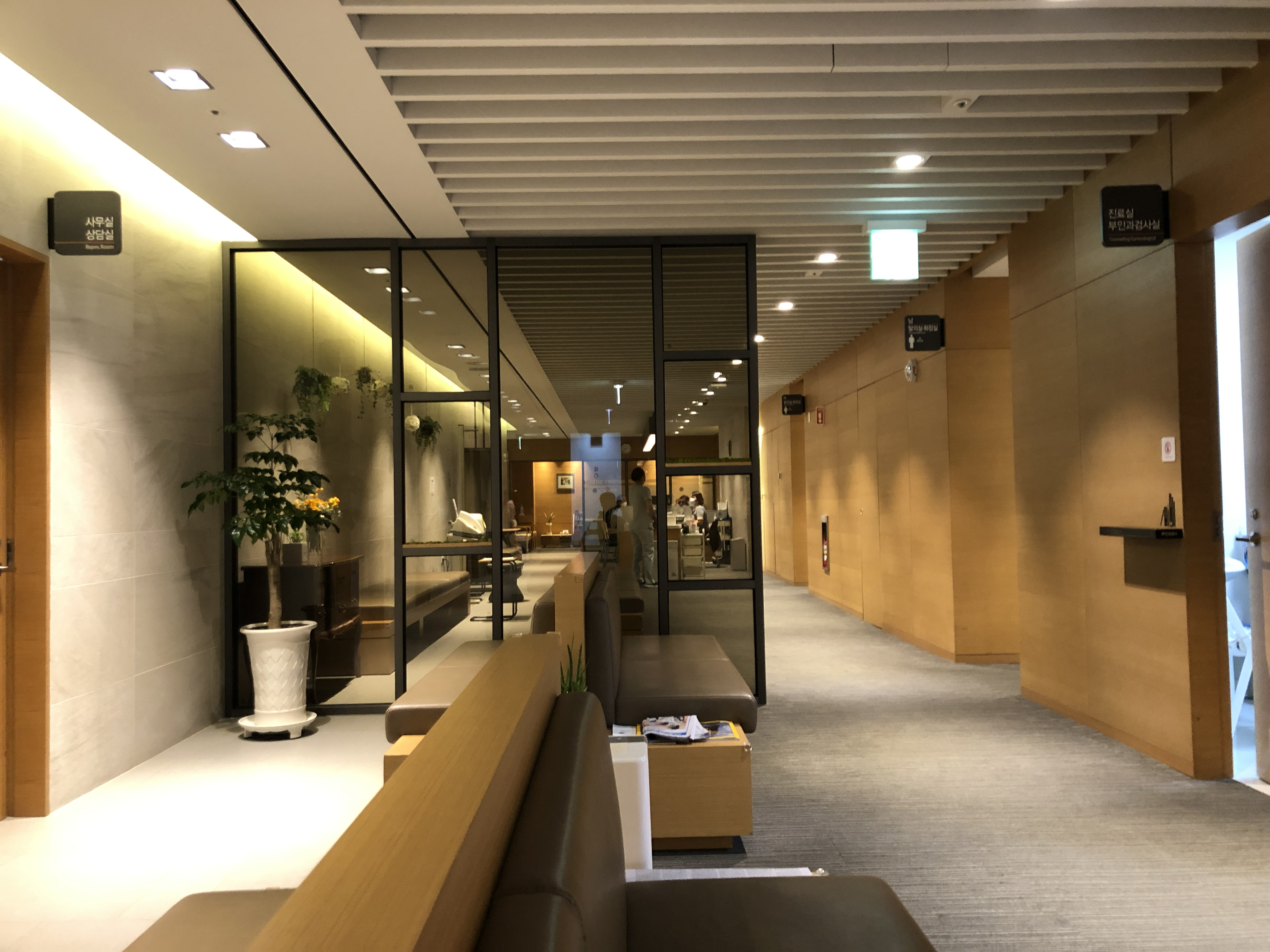
건강증진센터 로비

임상 예방의학의 개념을 바탕으로 질병을 조기 진단, 치료, 예방하기 위해 종합건강검진, 건강보험공단 일반건강검진, 암검진 등을 수행한다.